# Le Roy (Kansas)
Le Roy és una població dels Estats Units a l'estat de Kansas. Segons el cens del 2000 tenia 593 habitants.

## Demografia
Segons el cens del 2000, Le Roy tenia 593 habitants, 239 habitatges, i 162 famílies. La densitat de població era de 272,6 habitants/km².
Dels 239 habitatges en un 33,5% hi vivien nens de menys de 18 anys, en un 54,4% hi vivien parelles casades, en un 9,6% dones solteres, i en un 32,2% no eren unitats familiars. En el 29,3% dels habitatges hi vivien persones soles el 14,2% de les quals corresponia a persones de 65 anys o més que vivien soles. El nombre mitjà de persones vivint en cada habitatge era de 2,48 i el nombre mitjà de persones que vivien en cada família era de 3,06.
Per edats la població es repartia de la següent manera: un 28,3% tenia menys de 18 anys, un 7,3% entre 18 i 24, un 30% entre 25 i 44, un 20,7% de 45 a 60 i un 13,7% 65 anys o més.
L'edat mediana era de 36 anys. Per cada 100 dones de 18 o més anys hi havia 90,6 homes.
La renda mediana per habitatge era de 30.341 $ i la renda mediana per família de 39.375 $. Els homes tenien una renda mediana de 25.469 $ mentre que les dones 19.886 $. La renda per capita de la població era de 15.034 $. Entorn del 6,6% de les famílies i el 10,3% de la població estaven per davall del llindar de pobresa.

## Poblacions més properes
El següent diagrama mostra les poblacions més properes.